# Claude Onesta
Claude Henri Constant Onesta (ur. 6 lutego 1957 w Albi) – francuski piłkarz ręczny i trener piłki ręcznej. Od 2001 do 2016 roku był trenerem męskiej reprezentacji Francji.

## Kariera
Zawodnik:
W latach 1968–1987 występował w drużynie Spacer’s Handball de Toulouse.
Trener:
Pracował z drużyną Spacer’s Handball de Toulouse, w 1998 roku zdobył z nią Puchar Francji.

## Sukcesy

### jako trener reprezentacji Francji

#### Igrzyska Olimpijskie
- 2008:  1. miejsce
- 2012:  1. miejsce
- 2016:  2. miejsce

#### Mistrzostwa Świata
- 2003:  3. miejsce
- 2005:  3. miejsce
- 2009:  1. miejsce
- 2011:  1. miejsce
- 2015:  1. miejsce

#### Mistrzostwa Europy
- 2006:  1. miejsce
- 2008:  3. miejsce
- 2010:  1. miejsce
- 2014:  1. miejsce

## Odznaczenia
- Kawaler Legii Honorowej[1].